# Federgabel (Motorrad)

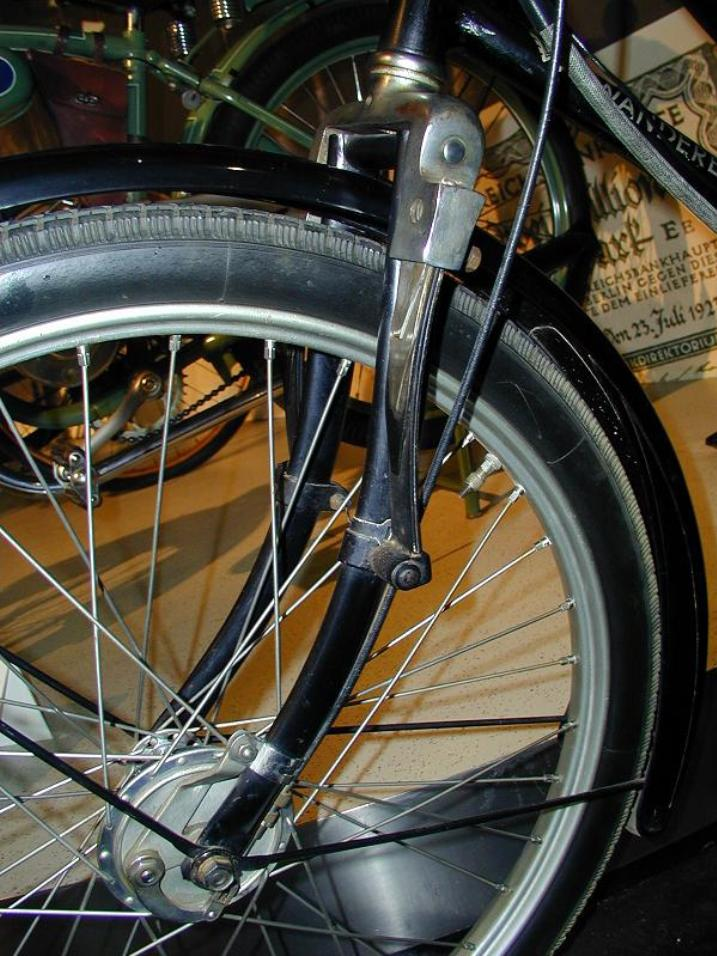
Federgabel
NSU Motorenwerke, 1905

Mit Federgabel wird eine Bauart der Vorderradführung in der Anfangszeit der  Motorradentwicklung bezeichnet, die von 1905 bis 1909 von NSU Motorenwerke angeboten wurde. An den – um eine waagerechte Achse quer zur Fahrtrichtung drehbaren – Gabelrohre der Vorderradgabel saßen Blattfedern, die für eine Federung der Gabelholme sorgen sollten. Erste Hersteller von Federgabeln waren die NSU Motorenwerke (Modell 2,5 PS) und Dürkopp.
Über die Wirksamkeit dieser Federgabel ist nichts überliefert, zumindest machte 1905 für die NSU 2 1/2 mit Federgabel Joachim Albrecht Prinz von Preußen werbewirksame Auftritte. 1909 wurde bei NSU die Federgabel durch eine geschobene Kurzschwinge mit Hilfsgabel ersetzt.
Ernst Neumann-Neander übernahm 1923 mit seiner patentierten Federgabel mit Abwälzprinzip die Konstruktionsweise der Federgabel. In größeren Stückzahlen wurde diese Gabel beim Motorrad Opel Motoclub (1928–1930) eingebaut. Erwin Tragatsch hält die „Federung der Vorderradgabel mit kurzen, in einem Bündel zusammengefassten vertikalen Blattfedern mehr oder weniger [für] eine Katastrophe“. Einige Autoren ordnen diese Gabel auch als Pendelgabel ein.